# Eutypa
Eutypa is een familie van schimmels uit de orde Xylariales. Het lectotype is Eutypa lata.

## Kenmerken
Unieke asci, spoelvormig, langstelig, met een licht amyloïde apicale ring, 8-sporig. Ascosporen eencellig, worstvormig, bijna kleurloos tot donkerbruin.

## Soorten
Volgens Index Fungorum telt het geslacht 67 soorten (peildatum maart 2023):
| Soortnaam                                      | Auteur(s)                                   | Publicatiejaar |
| ---------------------------------------------- | ------------------------------------------- | -------------- |
| Eutypa abscondita                              | (Durieu & Mont.) Rappaz                     | 1987           |
| Eutypa alangii                                 | Rehm                                        | 1914           |
| Eutypa araucariae                              | Viégas                                      | 1945           |
| Eutypa aspera                                  | (Nitschke) Fuckel                           | 1870           |
| Eutypa astroidea                               | (Fr.) Rappaz                                | 1987           |
| Eutypa bacteriospora                           | Rehm                                        | 1908           |
| Eutypa barbosae                                | Höhn.                                       | 1901           |
| Eutypa camelliae                               | Samarak., Jian K. Liu & K.D. Hyde           | 2022           |
| Eutypa capparis                                | Rehm                                        | 1914           |
| Eutypa caulivora                               | Massee                                      | 1910           |
| Eutypa cerasi                                  | S.H. Long & Q.R. Li,                        | 2021           |
| Eutypa choseniae                               | Lar.N. Vassiljeva                           | 1998           |
| Eutypa congesta                                | Urries                                      | 1956           |
| Eutypa conjuncta                               | Petch                                       | 1922           |
| Eutypa consobrina                              | (Mont.) Rappaz                              | 1987           |
| Eutypa cremea                                  | Moyo, F. Halleen & L. Mostert               | 2018           |
| Eutypa crustata                                | (Fr.) Sacc.                                 | 1882           |
| Eutypa daldiniana                              | (De Not.) L.C. Tiffany & J.C. Gilman        | 1965           |
| Eutypa diantherae                              | (I.M. Lewis) Petr.                          | 1934           |
| Eutypa eutypoides                              | (Ellis & Everh.) Petr.                      | 1951           |
| Eutypa flavovirens (Geelkernig schorsschijfje) | (Pers.) Tul. & C. Tul.                      | 1863           |
| Eutypa guaduae                                 | Henn.                                       | 1908           |
| Eutypa guttulata                               | D.A.C. Almeida, Gusmão & A.N. Mill.         | 2016           |
| Eutypa heveana                                 | Saccas                                      | 1954           |
| Eutypa hydnoidea                               | (Fr.) Höhn.                                 | 1909           |
| Eutypa hypoxantha                              | (Lév.) Starbäck                             | 1899           |
| Eutypa iguazuensis                             | Carmarán & Lar.N. Vassiljeva                | 2009           |
| Eutypa inconspicua                             | Rehm                                        | 1914           |
| Eutypa koschkelovae                            | Frolov                                      | 1970           |
| Eutypa kusanoi                                 | Henn.                                       | 1902           |
| Eutypa laevata (Wilgenkorstkogelzwam)          | (Nitschke) Sacc.                            | 1882           |
| Eutypa lagunensis                              | Syd. & P. Syd.                              | 1920           |
| Eutypa lantanae                                | M.S. Patil                                  | 1983           |
| Eutypa lata (Glanzende korstkogelzwam)         | (Pers.) Tul. & C. Tul.                      | 1863           |
| Eutypa leioplaca                               | (Fr.) Fuckel                                | 1864           |
| Eutypa leptoplaca (Fijne korstkogelzwam)       | (Durieu & Mont.) Rappaz                     | 1987           |
| Eutypa lineolata                               | Rehm                                        | 1916           |
| Eutypa lonicerina                              | Lar.N. Vassiljeva                           | 1998           |
| Eutypa ludibunda                               | Sacc.                                       | 1877           |
| Eutypa maura (Kraterkorstkogelzwam)            | (Fr.) Fuckel                                | 1864           |
| Eutypa megalosoma                              | Rehm                                        | 1914           |
| Eutypa microasca                               | E. Grassi & Carmarán                        | 2013           |
| Eutypa microspora                              | C. Moreau & M. Moreau                       | 1951           |
| Eutypa murrayae                                | A.K. Kar & Maity                            | 1980           |
| Eutypa ontariensis                             | (Ellis & Everh.) L.C. Tiffany & J.C. Gilman | 1965           |
| Eutypa orthosticha                             | (Durieu & Mont.) Rappaz                     | 1987           |
| Eutypa palmensis                               | Urries                                      | 1956           |
| Eutypa paraguaya                               | Speg.                                       | 1921           |
| Eutypa petiolaris                              | Cif.                                        | 1957           |
| Eutypa podanthi                                | Speg.                                       | 1921           |
| Eutypa polycocca (Lijsterbeskorstkogelzwam)    | (Fr.) P. Karst.                             | 1873           |
| Eutypa polygramma                              | Bres.                                       | 1915           |
| Eutypa prorumpens                              | (Wallr.) Sacc.                              | 1882           |
| Eutypa quercicola                              | Rappaz                                      | 1987           |
| Eutypa rattanicola                             | J. Fröhl. & K.D. Hyde                       | 2000           |
| Eutypa scabrosa                                | (Bull.) Auersw.                             | 1868           |
| Eutypa sheariana                               | Berl.                                       | 1902           |
| Eutypa sparsa (Espenkorstkogelzwam)            | Romell                                      | 1889           |
| Eutypa spinosa (Stekelige korstkogelzwam)      | (Pers.) Tul. & C. Tul.                      | 1863           |
| Eutypa spinosae                                | Rieuf                                       | 1962           |
| Eutypa stenopora                               | (Tul. & C. Tul.) Sacc.                      | 1928           |
| Eutypa subtecta                                | (Fr.) Fuckel                                | 1870           |
| Eutypa tarrietiae                              | Henn.                                       | 1903           |
| Eutypa tessariae                               | Starbäck                                    | 1905           |
| Eutypa tetragona                               | (Duby) Sacc.                                | 1882           |
| Eutypa ulicis                                  | (Fr.) Sacc.                                 | 1882           |
| Eutypa velutina                                | (Westend. & Wallays) Sacc.                  | 1875           |